# Raquel Dodge
Raquel Elias Ferreira Dodge (Morrinhos, 26 de julio de 1961) es una jurista brasileña, exprocuradora general de Brasil. Posee bachillerato en derecho por la Universidade de Brasília (UnB) y es máster en derecho por la Universidad de Harvard
Miembro del Ministerio Público de Brasil desde 1987, integró la 3.ª Câmara de Coordenação e Revisão, que cuida de asuntos relacionados al consumidor y el orden económico, y el Conselho Superior do Ministério Público. Fue coordenadora de la Câmara Criminal del MPF (Ministerio Público Federal).

## Biografía
Nació en Morrinhos, Goias. Su familia vivía en frente al Colegio Coronel Pedro Nunes, donde Raquel y sus hermanos empezaron sus estudios, acompañados por su tía materna, que era su maestra.
Durante su niñez, su padre aprobó en el concurso público a juez de derecho y cambió su familia para Araguacema, luego para Formoso, Goiás, y al fin, Brasília, en el periodo cuando ella ingresó en el MPF. Ya adolescente, Raquel comenzó a prepararse para también seguir la carrera en el área jurídica.
Graduada en derecho por la UnB, entró para el Ministerio Público Federal de Brasil como procuradora de la República en 1987. En diciembre de 1992, se casó con  Bradley Dodge, ciudadano americano residente en Brasil como profesor de la Escola das Nações, institución de enseñanza para hijos de integrantes del cuerpo diplomático de Brasília. El encuentro entre ambos se sucedió porque Raquel, que deseaba mucho cursar el máster en Harvard, buscaba un maestro de lengua inglesa. Él le enseñó temas con enfoque en términos jurídicos. Entonces casada y madre de dos hijos, Dodge se cambió de país, a Estados Unidos y obtuvo por allí su máster. Eduardo y Sofía, sus hijos, actualmente viven en Estados Unidos, donde son estudiantes.

## Actuación en el Ministerio Público
Raquel Dodge tuvo actuaciones casi que temáticas en el órgano. En su mayoría, procesos involucrando la defensa de los derechos humanos, principalmente casos sobre trabajadores en situación análoga a la esclavitud y violaciones a los derechos indígenas.

### Procuraduría general de la República
El 28 de junio de 2017, fue escogida por el presidente actual de Brasil Michel Temer para reemplazar el procurador general hasta entonces Rodrigo Janot, por triple lista, en la cual se quedó en segundo lugar, enviada por la Associação Nacional dos Procuradores da República a la presidencia de la República. El 12 de junio de 2017 su indicación se aprobó por el Senado por 74 votos positivos y 1 voto negativo. Fue nombrada por el presidente Temer el día siguiente y asumió el encargo el 18 de septiembre.